# Чаухали
Чаухали (бенг. চৌহালি, англ. Chauhali) — город на севере Бангладеш, административный центр одноимённого подокруга. Площадь города равна 16,33 км². По данным переписи 2001 года, в городе проживало 12 139 человек, из которых мужчины составляли 51,61 %, женщины — соответственно 48,39 %. Плотность населения равнялась 743 чел. на 1 км². Уровень грамотности населения составлял 20,6 % (при среднем по Бангладеш показателе 43,1 %).